# 成美大学短期大学部
成美大学短期大学部（日语：／ Seibi Daigaku Tanki Daigakubu *），简称成美短大（せいびたんだい），是過去一所位于日本京都府福知山市的私立短期大学，於2017年停辦。

## 概要

### 简介
- 学校最早可以追溯到1871年[1]。短期大学为于1950年开办[1]，由学校法人成美学园经营。

### 历史
- 1950年 山阴短期大学成立并同时设置商科[1]。
- 1956年 山阴短期大学改校名为京都短期大学、商科变更为商经科[1]。
- 1968年 家政科成立[1]。
- 1970年 家政科分离为服装专攻[注 4]专攻和食物营养专攻[1]。
- 1982年 服装专攻[注 4]变更为家政专攻[1]。
- 1987年 家政专攻变更为生活文化专攻[1]。
- 1996年 生活文化专攻招生最后[1]。
- 1997年 生活文化停止招生。生活福利专攻成立[1]。
- 1999年 商经科招生最后[1]。
- 2000年 家政科变更为生活福利科[1]。生活福利专攻变更为护理福利专攻[注 3][1]。
- 2001年 商经科停办[1]。
- 2010年 生活福利专攻招生最后。京都短期大学改校名为成美大学短期大学部[1]。
- 2012年 生活福利专攻停办[1]。
- 2017年 停辦。

### 宪章
- 请参看成美大学短期大学部的标志 （日語） 2013年11月24日阅览。

## 学校环境
- 校区：在京都府福知山市

## 历任校长
- 戸际达郎：现在短期大学校长[2]

## 组织

### 学科
- 生活福利学科食物营养专攻：于2012年5月1日学生数是男女49,于2013年5月1日是男女46[3]。

### 前学科
- 商经科[注 1]
- 家政科→生活学福利学科
  - 生活文化专攻[注 2]　
  - 生活福利专攻→护理福利专攻[注 5]
  - 食物营养专攻

### 专科
| - 没有 |

### 业余课程
| - 没有 |